# Абайский сельский округ (Актогайский район)
Абайский сельский округ (каз. Абай ауылдық округі) — административная единица в составе Актогайский район Карагандинской области Казахстана. Административный центр — село Абай.
Население — 339 человек (2009; 424 в 1999, 783 в 1989).
По состоянию на 1989 год существовал Абайский сельский совет (сёла Абай, Акшкол, Достык, Таскын) ликвидированного Приозерного района. В 2007 году было ликвидировано село Таскын.

## Состав
В состав округа входят такие населённые пункты:
| Населённый пункт | население, человек (1989) | население, человек (1999) | население, человек (2009) |
| ---------------- | ------------------------- | ------------------------- | ------------------------- |
| Абай, село       | 455                       | 382                       | 288                       |
| Акшкол, село     | 127                       | 30                        | 51                        |
| Достык, село     | 79                        | -                         | -                         |
| Таскын, село     | 122                       | 12                        | -                         |